# 舍尔纳克省
舍爾納克（土耳其語：Şırnak）是土耳其東南部的一個省，分別與敘利亞（一段底格里斯河構成兩地部分邊界）和伊拉克接壤。面積7,172平方公里，2007年人口403,607人，以庫爾德人為主，还有少量亚述人。首府舍爾納克。
下分七縣。